# Mamma (Luciano Pavarotti)
Mamma (titolo originale:Luciano Pavarotti - Mamma - Popular Italian Songs Arranged and Conducted by Henri Mancini) è l'album di Luciano Pavarotti con gli arrangiamenti e la direzione dell'orchestra di Henry Mancini di alcuni classici della musica leggera italiana.

## Tracce

### Lato A
1. "Mamma (Cesare Andrea Bixio Bixio Cherubini)
2. "Non ti scordar di me (Domenico Furnò ed Ernesto De Curtis)
3. "Lolita (Arturo Buzzi-Peccia)
4. "Musica proibita- (Stanislao Gastaldon)
5. "Firenze sogna" (Cesare Cesarini)
6. "Vivere" - (Cesare Andrea Bixio)
7. "Parlami d'amore Mariù" (Cesare Andrea Bixio, Ennio Neri)
8. "In un palco della Scala: (Gorni Kramer, Garinei e Giovannini con le scuse alla Pantera Rosa arr. di Henry Mancini)

### Lato B
1. "Addio sogni di gloria (Marcella Rivi, Carlo Innocenzi)
2. "Voglio vivere così (Giovanni D'Anzi e Tito Manlio)
3. "Chitarra romana (C. Bruno, Eldo Di Lazzaro)
4. "Rondine al nido- (Stanislao Gastaldon)
5. "La Ghirlandeina" (tradizionale)
6. "La mia canzone al vento" - (Cesare Andrea Bixio-Bixio Cherubini)
7. "Vieni sul mar" (Aniello Califano)
8. "La campana di San Giusto: (Giovanni Drovetti -Colombino Arona)